# R・リー・アーメイ
ロナルド・リー・アーメイ（Ronald Lee Ermey, 1944年3月24日 - 2018年4月15日）は、アメリカ海兵隊の軍人、俳優。ニックネームは「ガニー（Gunny）」（Gunnery Sergeant：一等軍曹の略称）海兵隊時代には教練指導官も務めた。身長は180 cm。
軍を退役後に映画『フルメタル・ジャケット』でのハートマン軍曹に代表されるような極めて居丈高な軍人・父親役を演じた。
ヒストリーチャンネルの番組Mail Call や、Lock N' Loadの司会を務めた。また、オーストリアの銃器メーカーであるグロック社のオフィシャル・スポークスマンでもあった。
退役時のアーメイの階級は二等軍曹だったが、2002年5月、海兵隊総司令官ジェームズ・ローガン・ジョーンズ大将によって、一等軍曹（E-7）へと名誉昇進(honorary promotion)した。米海兵隊の歴史上、退役者が昇進したのは彼が初めてである。これによって名実ともにニックネームどおりの「ガニー軍曹」となった。

## 経歴
カンザス州エンポリア生まれ。毎朝の通学中に祖父の散弾銃で狩猟をしていたという。正式のファーストネームは父と同じRonaldで、そこからRonnieという愛称で呼ばれていたが、アーチー・コミックに登場する女子キャラクターと同じ愛称であることを嫌がり、イニシャルのRのみを名乗るようになった。14歳の時にワシントン州に転居。10代の頃は札付きの不良で、1961年の2度目の少年審判で、軍に入隊するか刑務所で服役するかのいずれかの処分を選択させられ、17歳で海兵隊に入隊する。当初希望したのは父親と同じ海軍で、それまで海兵隊については聞いたこともなかったが、海兵隊のポスターを見て制服が格好いいと思い海兵隊を選んだ。後に、彼は「（海兵隊が）俺の型破りな生き方に急ブレーキをかけた」（"put a screeching halt to my unconventional manner"）と述懐している。
後年に過酷な新兵訓練の場面を演じたアーメイだが、軍人上がりの父親による軍隊式の躾の方が現実の軍隊での訓練より厳しかったため、訓練課程は苦にならなかったという。1965年から1967年までの2年間、カリフォルニア州サンディエゴの海兵隊サンディエゴ新兵訓練所 (MCRD San Diego) で、DI（ドリル・インストラクター、教練指導官）として勤務。
1968年、第17海兵航空支援群に配属されベトナム戦争に従軍。普天間飛行場でも2度ほど勤務する。この間何度も負傷し、1972年に二等軍曹（Staff Sergeant）で名誉除隊。しかし、負傷は戦闘によるものではないという事でパープルハート章は授与されなかった。
退役後もPTSD（心的外傷後ストレス障害）とみられる戦闘経験の悪夢と闘っていた。かつて赴任した沖縄に4年ほど滞在し、いくつかのパブを経営するが、売却してフィリピンに移住する。
彼の映画デビューは除隊後、GI法による復員軍人奨学金を得てフィリピンのマニラ大学で犯罪学と演劇を学んでいたときである。彼は映画『地獄の黙示録』にヘリコプターパイロット役として出演し、またフランシス・コッポラ監督のテクニカルアドバイザーとして参加した。そしていくつかの映画で脇役を務めた後の1987年、スタンリー・キューブリック監督の映画『フルメタル・ジャケット』で教練指導官のハートマン軍曹役で出演。当初、彼はテクニカルアドバイザーとして参加していたが、演技指導で彼の罵詈雑言の迫力を見たキューブリック監督により、ハートマン軍曹役そのものが与えられた。軍曹の台詞の一部は彼が手がけ、また一部の演技は彼のアドリブである。キューブリック監督は彼を「これまで仕事をしてきた中で最高の俳優の一人で、1シーン撮るのにたった2、3回のテイクで十分だった」と評している。この映画出演がきっかけになり、キューブリック監督とは友人となった。キューブリック監督は死の直前に彼との会話で自身の遺作『アイズ ワイド シャット』を駄作と告白していたと彼は語っている。フルメタル・ジャケットにおける彼の演技は批評家たちの激賞を受け、ゴールデングローブ賞の最優秀助演男優賞にノミネートされた。
その後も、約60本の映画に出演し、またアニメやゲームソフトの声優、テレビ番組の司会などとして活躍していた。
2018年4月15日、肺炎による合併症のため74歳で死去。葬儀の際、棺は海兵隊員によって運ばれ、アーリントン国立墓地に埋葬された。

## 主な出演作品

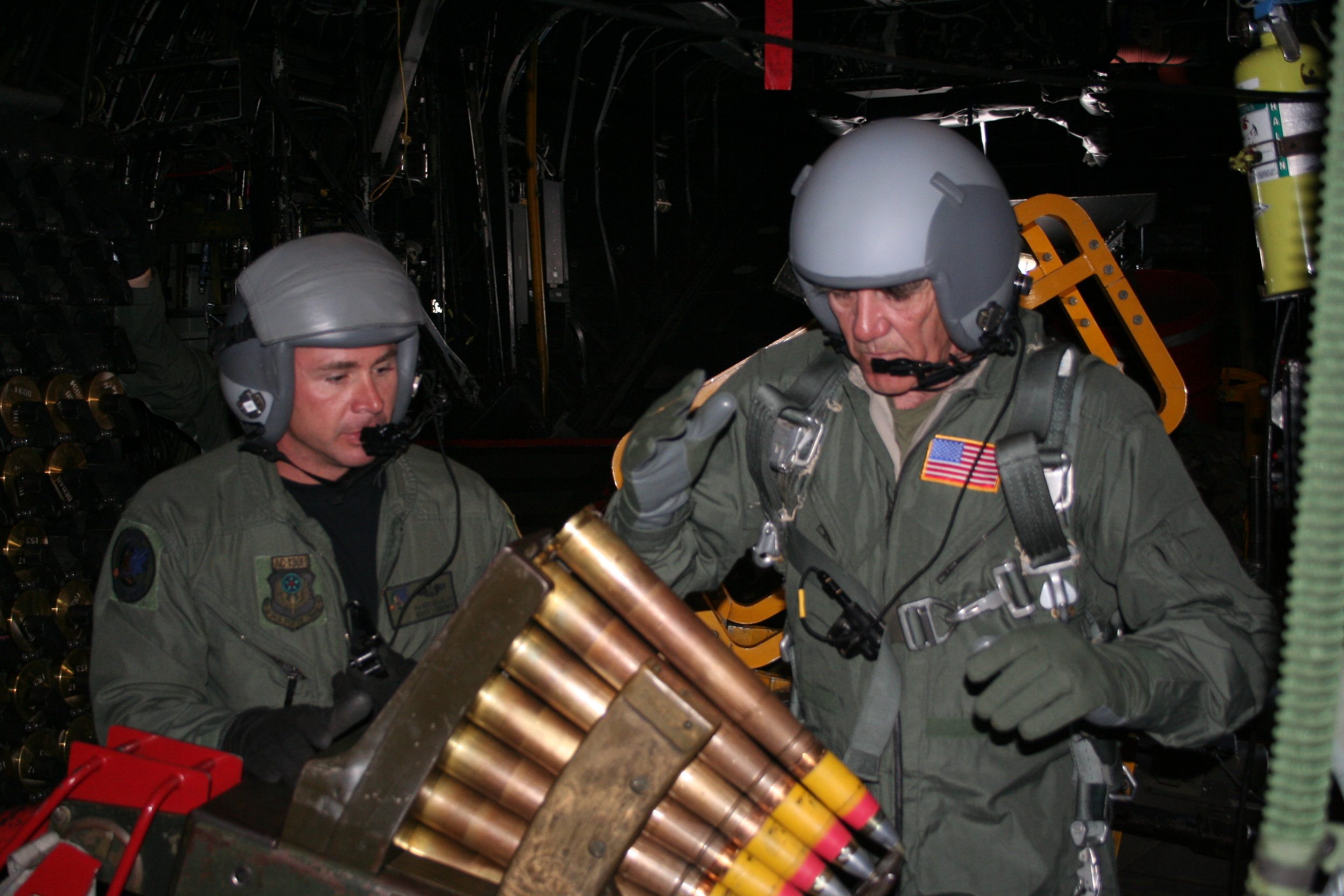
AC-130に搭乗したR・リー・アーメイ（2006年）

### 映画
| 公開年 | 邦題 原題                                                                    | 役名                           | 備考                 |
| ------ | ---------------------------------------------------------------------------- | ------------------------------ | -------------------- |
| 1978   | ヤング・ソルジャー 米海兵隊員/青春の記録 The Boys in Company C               | ロイス                         |                      |
| 1979   | 地獄の黙示録 Apocalypse Now                                                  | ヘリコプターの操縦手           | クレジット無し       |
| 1984   | パープル・ハーツ/愛の勲章 Purple Hearts                                      | Gunny                          |                      |
| 1987   | フルメタル・ジャケット Full Metal Jacket                                     | ハートマン軍曹                 |                      |
| 1988   | ミシシッピー・バーニング Mississippi Burning                                 | ティルマン                     |                      |
| 1989   | デモンストーン Demonstone                                                    | ジョー・ハインズ               |                      |
| 1989   | スクワッド/栄光の鉄人軍団 The Siege of Firebase Gloria                       | ビル・ハフナー上級曹長         |                      |
| 1989   | フレッチ登場!/5つの顔を持つ男 Fletch Lives                                   | ジミー・リー・ファーンズワース |                      |
| 1990   | 新リバイアサン/リフト The Rift                                               | フィリップス                   |                      |
| 1990   | ブルー・コカイン The Take                                                    | ウェラー                       | テレビ映画           |
| 1990   | ザ・リベンジャー Kid                                                         | ルーク                         |                      |
| 1990   | ドレス I'm Dangerous Tonight                                                 | アクマン                       | テレビ映画           |
| 1991   | 最終生物バイオゾイド The Terror Within II                                    | ヴォン・デミング               |                      |
| 1991   | トイ・ソルジャー Toy Soldiers                                                | クラマー将軍                   |                      |
| 1993   | ボディコン・モデルは殺しがお好き!? Hexed                                     | ファーガソン                   |                      |
| 1993   | ジャック・サマースビー Sommersby                                             | ディック・ミード               |                      |
| 1993   | ボディ・スナッチャーズ Body Snatchers                                        | プラット将軍                   |                      |
| 1994   | ファイナル・コマンド Chain of Command                                        | ベンジャミン・ブリュースター   |                      |
| 1994   | 沈黙の要塞 On Deadly Ground                                                  | ストーン                       |                      |
| 1994   | 裸の銃を持つ男 33 1/3 最後の侮辱 The Naked Gun 33 1/3: The Final Insult      | 看守                           |                      |
| 1994   | ヌードの瞳 Love Is a Gun                                                     | フランク・ディーコン           |                      |
| 1995   | 告発 Murder in the First                                                     | クラウソン判事                 |                      |
| 1995   | リービング・ラスベガス Leaving Las Vegas                                     | 大会出席者                     |                      |
| 1995   | セブン Se7en                                                                 | 警部                           |                      |
| 1995   | トイ・ストーリー Toy Story                                                   | 軍曹                           | アニメ映画、声の出演 |
| 1995   | デッドマン・ウォーキング Dead Man Walking                                    | クライド・パーシー             |                      |
| 1996   | 栄光のスタジアム Soul of the Game                                            | ウィルキー                     | テレビ映画           |
| 1996   | さまよう魂たち The Frighteners                                               | ハイルズ大佐                   |                      |
| 1997   | プリフォンテーン Prefontaine                                                 | ビル                           |                      |
| 1997   | DZM 38 Dead Men Can't Dance                                                  | プルマン                       |                      |
| 1997   | ザ・ネットワーク Weapons of Mass Distraction                                 | ビリー・パクストン             | テレビ映画           |
| 1997   | スイッチバック 追跡者 Switchback                                             | バック・オルムステッド保安官   |                      |
| 1997   | スターシップ・トゥルーパーズ Starship Troopers                               |                                | 声の出演のみ         |
| 1997   | センダー/超誘導体 The Sender                                                 | ローズウォーター               |                      |
| 1999   | 最後のガンマン/悪名の町 You Know My Name                                     | ニックス                       | テレビ映画           |
| 1999   | アバランチ・インフェルノ Avalanche                                           | ゲイリー                       |                      |
| 1999   | トイ・ストーリー2 Toy Story 2                                                | 軍曹                           | アニメ映画、声の出演 |
| 1999   | カオスファクター The Chaos Factor                                            | ベン・ワイルダー               |                      |
| 2000   | 誘惑の接吻 Skipped Parts                                                     | キャスパー・キャラハン         |                      |
| 2001   | マテリアル・ウーマン Saving Silverman                                        | コーチ                         |                      |
| 2001   | メギド Megiddo:The Omega Code 2                                              | リチャード・ベンソン大統領     |                      |
| 2001   | クリミナル・サスペクツ Scenes of the Crime                                   | パーカー                       |                      |
| 2002   | THE SALTON SEA ソルトン・シー The Salton Sea                                 | ヴァーン・プラマー             |                      |
| 2003   | ウィラード Willard                                                           | マーティン                     |                      |
| 2003   | テキサス・チェーンソー The Texas Chainsaw Massacre                           | ホイト保安官                   |                      |
| 2005   | チアガール VS テキサスコップ Man of the House                                | ニコルズ                       |                      |
| 2006   | X-MEN:ファイナル ディシジョン X-Men: The Last Stand                          |                                | 声の出演             |
| 2006   | テキサス・チェーンソー ビギニング The Texas Chainsaw Massacre: The Beginning | ホイト保安官                   |                      |
| 2008   | 死霊の棲む森 Solstice                                                        | レオナルド                     |                      |
| 2010   | トイ・ストーリー3 Toy Story 3                                                | 軍曹                           | アニメ映画、声の出演 |
| 2012   | エイリアン バスターズ The Watch                                              | マンフレッド                   |                      |

### テレビシリーズ
| 放映年    | 邦題 原題                                                  | 役名                   | 備考        |
| --------- | ---------------------------------------------------------- | ---------------------- | ----------- |
| 1997      | 犯罪捜査官ネイビーファイル JAG                             | Sgt Major Sauer        | 1エピソード |
| 2002      | Scrubs〜恋のお騒がせ病棟 Scrubs                            | 用務員の父親           | 1エピソード |
| 2005,2008 | Dr.HOUSE House M.D.                                        | ジョン・ハウス         | 2エピソード |
| 2008      | イレブンス・アワー Eleventh Hour                           | ボブ・ヘンソン         | 1エピソード |
| 2010      | LAW & ORDER:性犯罪特捜班 Law & Order: Special Victims Unit | ウォルター・バーロック | 1エピソード |

### テレビアニメ
- ザ・シンプソンズ - The Simpsons（1995年、2015年）
- ファミリー・ガイ - Family Guy（2001年）
- インベーダー・ジム - Invader ZIM（2002年）
- 学園パトロール フィルモア - Fillmore!（2002年）
- キム・ポッシブル - Kim Possible（2003年） - スミス将軍
- ビリー&マンディ - The Grim Adventures of Billy and Mandy（2004年）- 軍曹
- スポンジ・ボブ - SpongeBob SquarePants（2007年）
- バットマン:ブレイブ&ボールド - Batman: The Brave and the Bold（2009年） - ワイルドキャット

### 劇場版アニメ
- トイ・ストーリー - Toy Story（1995年） - 軍曹
- トイ・ストーリー2 - Toy Story 2（1999年） - 軍曹
- リセス 〜ぼくらの夏休みを守れ!〜 - Recess: School's Out（2001年） - オマリー大佐
- トイ・ストーリー3 - Toy Story 3（2010年） - 軍曹

### OVA
- スペース・レンジャー バズ・ライトイヤー 帝王ザーグを倒せ! Buzz Lightyear of Star Command: The Adventure Begins（2000年） - 軍曹

### ゲーム
- トイ・ストーリー - Toy Story （1996年） - 軍曹
- トイ・ストーリー2 - Toy Story 2（1999年） - 軍曹
- クラッシュ・バンディクー4 さくれつ!魔神パワー - Crash Bandicoot: The Wrath of Cortex（2001年） - 水の魔神
- Fallout Tactics: Brotherhood of Steel（2001年）
- Real War（2001年）
- Toy Story 3: The Video Game（2010年） - 軍曹

### テレビ番組
- ガニー軍曹のミリタリー大百科 - Lock N' Load  - 司会
- x-files(1995) -  Reverend Patrick Findley - 教会の牧師